# Liste israelischer Spezialeinheiten
In Israel unterhalten das Militär, die Polizei, der Strafvollzug und der Grenzschutz eigene Spezialeinheiten.
- Israelische Verteidigungsstreitkräfte (IDF)
  - Ebene 1
    - Sajeret Matkal Einheit 269
    - Schajetet 13
    - Jechidat Schaldag Einheit 5101
    - Einheit 669

  - Ebene 2
    - Commando Brigade 89. „Oz“ Brigade
      - Jechidat Duvdevan Einheit 217
      - Egoz Einheit 621
      - Maglan Einheit 212
      - Refaim Einheit 888

    - Jahalom Einheit 5528
    - LOTAR Eilat Einheit 7707

  - Ebene 3
    - Marhom Brigade
      - Oketz
      - LOTAR (Anti-Terror-Schule)
      - Luftlandeschule
      - Lufttransportschule

    - Infanterie: PALSAR
      - PALSAR Golani (Einheit 95, Aufklärungseinheit der Golani-Brigade)
      - PALSAR Givʿati (Givʿati-Brigade, Einheit 435)
      - PALSAR NAHAL (Einheit 374)
      - PALSAR Tzanhanim (Fallschirmjäger)

    - Panzertruppen
      - PALSAR 7
      - PALSAR 401
      - PALSAR 188

    - Feldaufklärungskorps
      - Ajit (Adler) 595. Feldaufklärungsbataillon
      - Eitam 727. Feldaufklärungsbataillon
      - Schahaf (Möwe) 869. Feldaufklärungsbataillon
      - Nitzan (Knospe)  636. Feldaufklärungsbataillon
      - Nescher (Geier) 414. Feldaufklärungsbataillon

    - Israelische Luftstreitkräfte
      - Aircraft Security Unit
      - JANMAM Unit 7298
      - Unit 5700
      - Unit 669

    - Israelische Marine
      - JALTAM Einheit 707
      - Snapir

    - Andere
      - Alpinistim
      - Hard
      - General Staff Security Unit
      - TIBAM Team
      - LOTAR Amakim
      - Unit 8200
      - Aman
- Polizeivollzugsdienst
  - Polizei (Israel)
    - Gideonim Einheit 33
    - JAGAL (paramilitärische Einheit)
    - MAGEN
- Strafvollzug
  - Nachschon-Einheit
  - Jamar Dror Bekämpfung von Drogenkriminalität
  - Metzada-Einheit
- Grenzschutz (Israel) MAGAV
  - JAMAM
  - JAMAS
  - MATILAN
  - Tactical Brigade